# Samarium
Samarium är ett metalliskt grundämne som tillhör lantanoiderna och de sällsynta jordartsmetallerna.

## Egenskaper
Metalliskt samarium anlöps snabbt av luft och täcks då av ett skyddande hydroxid- eller karbonatskikt. Färska snittytor är silvergrå.

## Förekomst
Samarium förekommer tillsammans med cerium i mineralen orthit, bastnäsit och monazit samt i högre halter i samarskit. Av ämnet är 18 isotoper kända varav sju förekommer naturligt.

## Användning
Samarium används tillsammans med kobolt för att skapa starka permanentmagneter. Ämnet används även för dopning av maser- och laserkristaller av kaliumfluorid samt som absorptionsmedel för neutroner i kärnreaktorer, och som katalysator m. m.